# باول دودغ
باول دودغ (بالإنجليزية: Paul Dodge)‏ هو لاعب اتحاد الرغبي بريطاني، ولد في 26 فبراير 1958 في ليستر في المملكة المتحدة.

## وصلات خارجية
- باول دودغ عل موقع إسبنسكروم (الإنجليزية)